# Карпош (точка)

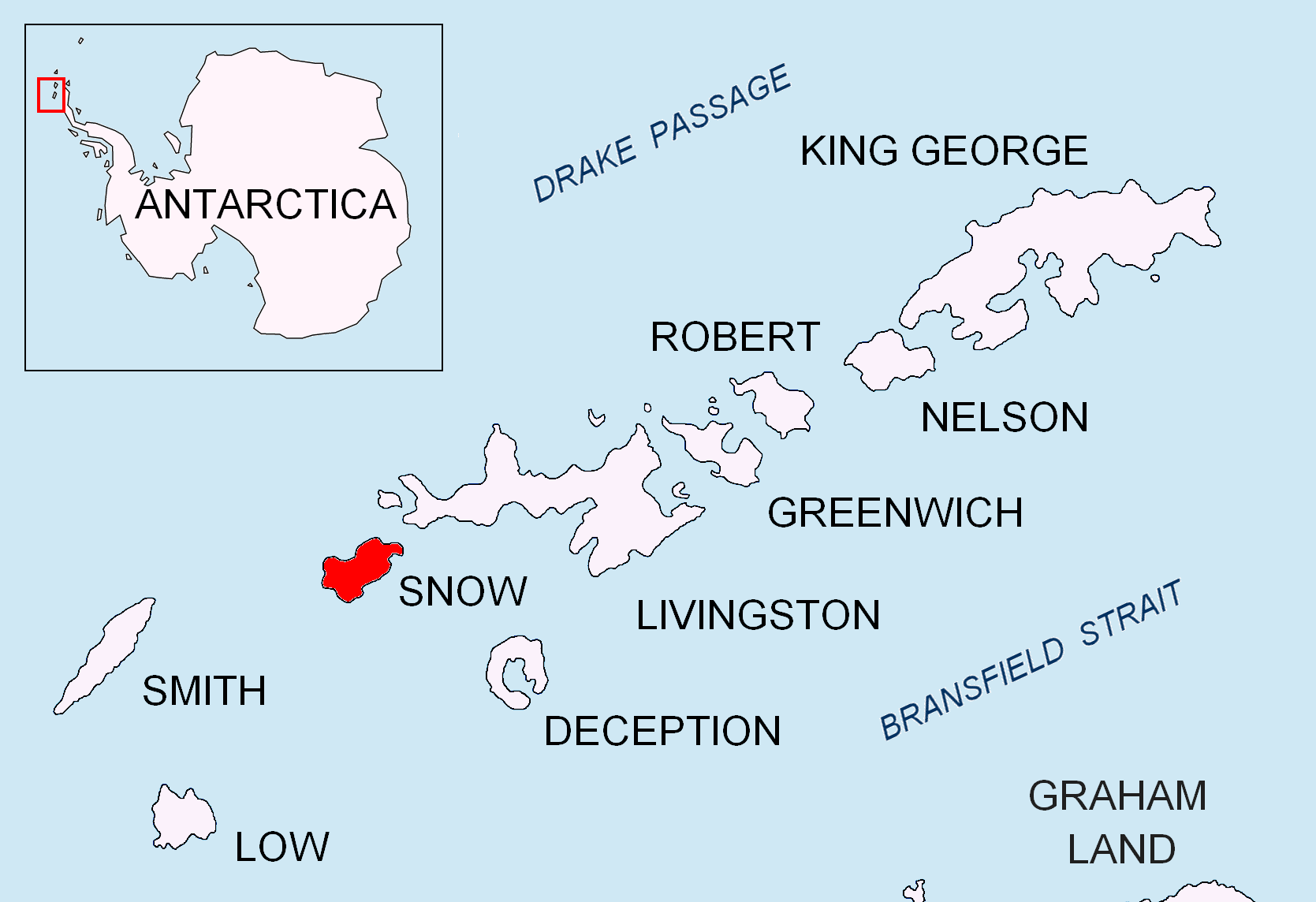
Розташування острова Сноу на Південних Шетландських островах.

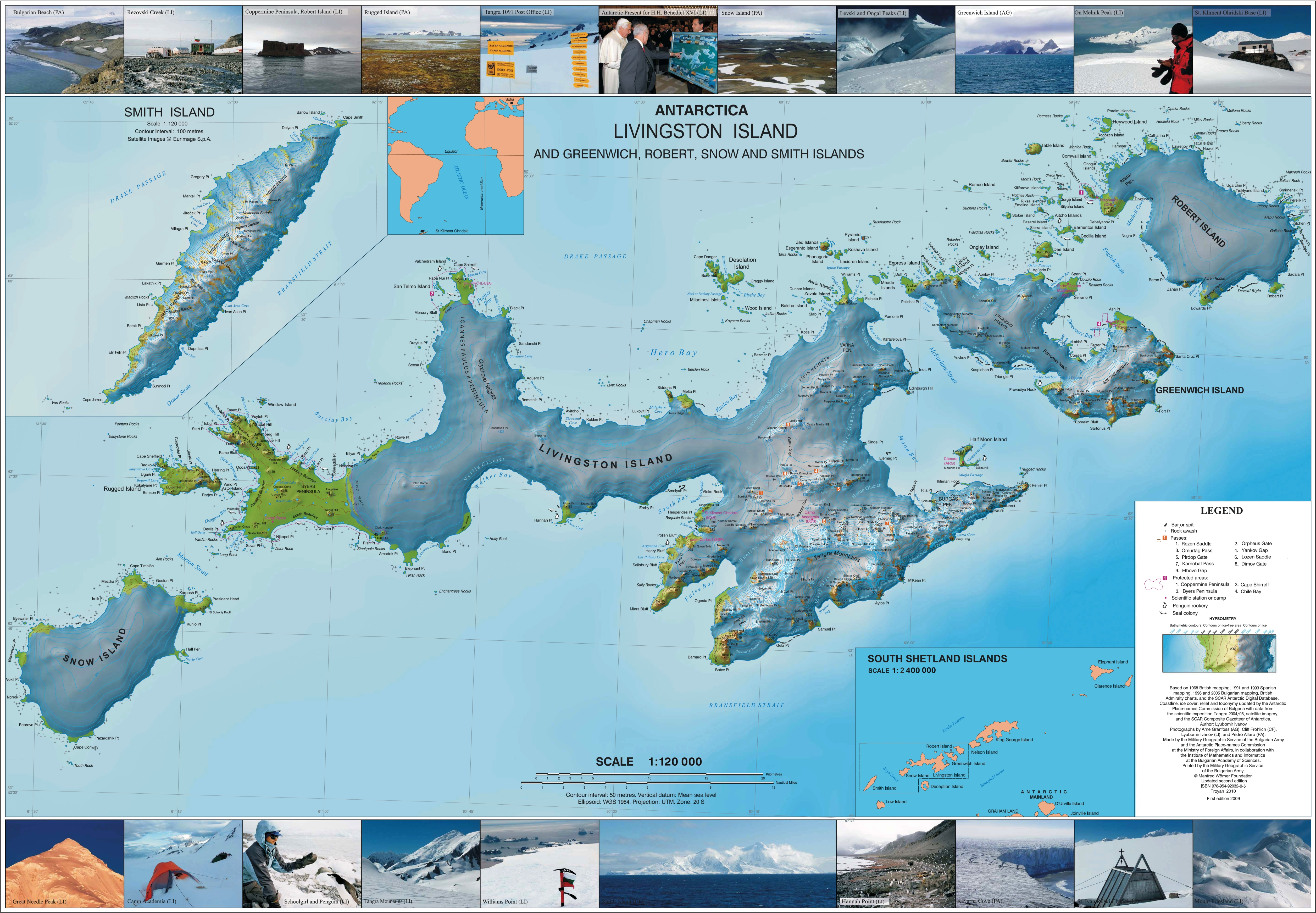
Топографічна карта островів Лівінгстон, Гринвіч, Роберт, Сноу та Сміт.

Точка Карпош (болг. нос Карпош, 'Nos Karposh' \ 'nos' kar-posh \) - незамерзаюча точка на північному узбережжі острова Сноу на Південних Шетландських островах, Антарктида. Вона виступає на 500 метрів до протоки Мортон і знаходиться 2.3 км на захід від крайнього північного сходу Президента-Хеда, 2.5 км на схід-південний схід від пункту Гостун та 4.8 км на схід-південний схід від мису Тімблон. Пляж Калліопа простягається на 2,9 км на схід від точки.
Точка названа на честь Карпоша, керівника болгарського повстання в 1689 р. Н. Е. 

## Розташування
Точка Карпош знаходиться за координатами 62°43′23″ пд. ш. 61°15′00″ зх. д. / 62.72306° пд. ш. 61.25000° зх. д. Британське картографування у 1968 р., Болгарське у 2009 р.

## Карта
- Л. Л. Іванов. Антарктида: острови Лівінгстон та Гринвіч, Роберт, Сноу та Сміт. [Архівовано 24 квітня 2008 у Wayback Machine.] Масштаб 1: 120000 топографічної карти. Троян: Фонд Манфреда Вернера, 2009.ISBN 978-954-92032-6-4

## Зовнішні посилання
- Карпош-Пойнт. [Архівовано 15 лютого 2020 у Wayback Machine.] Коригується супутникове зображення Copernix

Ця стаття містить інформацію з Антарктичної комісії з географічних назв Болгарії, і яка використовується з її дозволу.